# Scopocira melanops
Scopocira melanops är en spindelart som först beskrevs av Władysław Taczanowski 1871.  Scopocira melanops ingår i släktet Scopocira och familjen hoppspindlar. Inga underarter finns listade i Catalogue of Life.